# Ralph Bombis

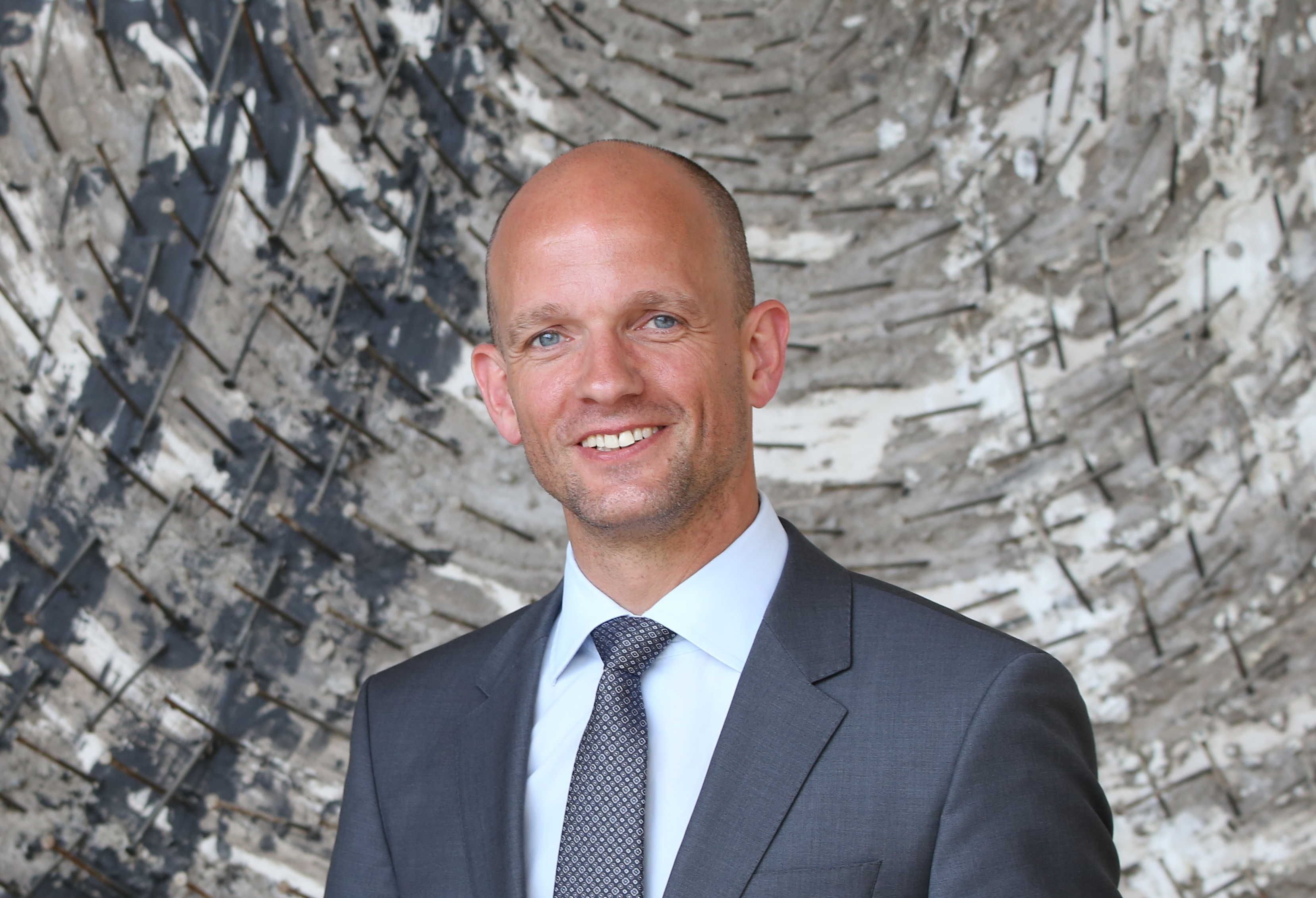
Ralph Bombis

Ralph Oliver Bombis (* 23. Juli 1971 in Köln) ist ein deutscher Politiker (FDP). Er war von 2012 bis 2022 Abgeordneter im nordrhein-westfälischen Landtag.

## Karriere
Bombis studierte Verfassungs-, Sozial- und Wirtschaftsgeschichte sowie Politische Wissenschaft und Öffentliches Recht an der Universität Bonn. Neben dem Studium arbeitete er als studentische Hilfskraft am Bonner Institut für Verfassungs-, Sozial- und Wirtschaftsgeschichte. Nach dem Studium stieg Bombis in die Leitung des Betriebes seiner Eltern ein, der im Bereich der stationären Pflege tätig ist.
1997 wurde Bombis Mitglied der Jungen Liberalen und der FDP. Seit 2001 ist er Kreistagsmitglied im Rhein-Erft-Kreis und war bis 2012 Vorsitzender der FDP-Kreistagsfraktion. Ferner war er 2011 bis 2021 Vorsitzender der FDP Rhein-Erft und 2012 bis 2021 stellvertretender Vorsitzender des FDP-Bezirksverbandes Köln.
Bombis trat bei den Landtagswahlen 2005, 2010, 2012 und 2017 für die FDP im Landtagswahlkreis Rhein-Erft-Kreis III an, wobei er 7,0 %, 5,3 %, 5,3 % und 9,4 % der Erststimmen erreichte. Über seinen Listenplatz 22 zog er nach der Landtagswahl 2012 erstmals in den nordrhein-westfälischen Landtag in Düsseldorf ein. 2015 bis 2017 war er Vorsitzender der Enquete-Kommission zur Zukunft von Handwerk und Mittelstand in Nordrhein-Westfalen. Bei der Landtagswahl 2017 wurde er auf Listenplatz 13 erneut in den Landtag gewählt. Nach der Landtagswahl 2022 schied er aus dem Landtag aus.
Bereits seit 2001 ist Bombis Geschäftsführer mehrerer Seniorenheime, unter anderem in Bergisch Gladbach und Rösrath. Seit 2009 ist er zudem Geschäftsführer einer Unternehmensberatungsgesellschaft mit Sitz in Erftstadt. 2022 gründete er ebenfalls dort eine Coachingagentur.

## Impfkontroverse 2021
Im Februar 2021 ließ Bombis sich und seine Frau vorzeitig gegen das Coronavirus SARS-CoV-2 impfen, was in den Medien als Vorteilsnahme interpretiert wurde. Als Geschäftsführer mehrerer Pflegeheime wollte er eigenen Angaben nach damit der niedrigen Impfbereitschaft des Personals entgegenwirken; seine Frau verwaltete die Heime damals mit. Nach anhaltender öffentlicher Kritik trat Bombis am 25. Februar 2021 von allen parteipolitischen Ämtern zurück.

## Privates
Bombis ist verheiratet und hat vier Kinder.

## Ausschüsse
Ralph Bombis war während seiner Zeit als Landtagsabgeordneter in folgenden Ausschüssen tätig:
- Obmann und Sprecher der FDP-Fraktion für Wirtschaft, Mittelstand und Handwerk im Ausschuss für Wirtschaft, Energie und Landesplanung
- stellv. Vorsitzender des Haushalts- und Finanzausschusses
- Sprecher der FDP-Fraktion im Unterausschuss Modernisierung des Budgetrechts und Finanzcontrolling
- Mitglied im Unterausschuss Personal
- stellv. Mitglied im Ausschuss für Arbeit, Gesundheit und Soziales
- stellv. Mitglied im Ausschuss für Umwelt, Landwirtschaft, Natur- und Verbraucherschutz
- stellv. Mitglied im Ausschuss für Digitalisierung und Innovation
- stellv. Mitglied im Unterausschuss BLB, Landesbetriebe und Sondervermögen
- stellv. Mitglied im Unterausschuss für Bergbausicherheit

## Ehrungen
- 2016: Ehrennadel des Westdeutschen Handwerkskammertags
- 2017: Floriansplakette des nordrhein-westfälischen Handwerks[8]